# Otvazhny (1964)
Otvazhny fue un destructor soviético de la clase Kashin construido para la Flota del Mar Negro durante la década de los 60. Se hundió el 30 de agosto de 1974 después de que un misil antiaéreo defectuoso lanzado durante unos ejercicios de la Flota del Mar Negro provocara un incendio que provocó la explosión de los polvorines del buque.

## Hundimiento
El 30 de agosto de 1974, el Otvazhny (Comandante: Capitán de Navío de 2º Rango I. P. Vinnik) participó en los ejercicios de los buques de la Flota del Mar Negro, incluido el disparo de misiles antiaéreos en condiciones de interferencia de radar. El tiempo en el mar era fresco: viento 10-12 m/s, oleaje 3-4 puntos. A las 9:58 a. m. el buque experimentó el lanzamiento espontáneo del motor mariscal de un misil antiaéreo guiado montado en popa, lo que provocó el incendio y la explosión de 15 misiles B-601 en la bodega de municiones Nº8.
El destructor Conscientious, el destructor Bedovy, el Komsomolets Ukrainy, el buque de rescate Beshtau y una serie de otros buques acudieron en ayuda del buque de emergencia, desde el cual se desembarcaron grupos de emergencia en el Dare. A las 10:54 el destructor "Soznatelny" comenzó a remolcar al Otvazhny a un lugar poco profundo en la zona del cabo Chersonese (Crimea). Sin embargo, como resultado del incesante fuego a las 14:47 explotaron las bombas de aviación en la bodega de municiones nº 10 y los tanques con combustible de aviación, tras lo cual el buque perdió estabilidad y se hundió.
Desde el momento del incendio hasta el hundimiento del buque transcurrieron 5 horas y 47 minutos. Como resultado de las explosiones internas y las brechas el Otvazhny absorbió cerca de 3600 toneladas de agua, 6 compartimentos impermeables se inundaron.
Tras la inundación de cuatro compartimentos de popa, el balanceo y el trimado se estabilizaron y el buque tuvo una estabilidad positiva. Sin embargo, cuando el agua llenó otros dos compartimentos, la reserva de flotabilidad se agotó y el "Dare" se hundió, mostrando una alta capacidad de supervivencia. Según la especificación, los buques de este diseño deben conservar la flotabilidad y la estabilidad positiva tras inundarse sólo tres compartimentos adyacentes del casco.
De los 266 tripulantes, 24 murieron en la catástrofe: 19 miembros de la tripulación y cinco cadetes de la Escuela Naval Superior que iban a bordo.